# Simon ben Boethus
Simon ben Boethus foi um sumo sacerdote de Israel, colocado no posto por Herodes, o Grande, que casou-se com sua filha Mariane (que não deve ser confundida com Mariane, filha de Alexandre Macabeu, outra esposa de Herodes).

## Descendentes
Simão teve uma filha, Mariane, que se casou com Herodes, o Grande; Mariane e Herodes tiveram um filho, Herodes (também chamado de Filipe), que se casou com Herodias, e foram os pais de Salomé, que dançou para Herodes Antipas e, como prêmio, pediu a cabeça de João Batista.